# Cervejaria Continental
Cervejaria Continental foi uma cervejaria brasileira instalada em Porto Alegre. Foi criada, em 1 de julho de 1924, a partir da fusão de três cervejarias: Cervejaria Bopp (filhos de Carlos Bopp), Cervejaria Sassen (de Bernardo Sassen e filhos) e Cervejaria H. Ritter & Filhos, criando a Cervejaria Continental (Cervejaria Bopp, Sassen, Ritter e Cia Ltda.), que instalou-se no prédio da Cervejaria Bopp, na rua Cristóvão Colombo, 625, com todo o seu maquinário.
A fusão foi o produto final do desaparecimento de grande parte das cervejarias nos anos posteriores ao final do século XIX, quando havia 21 fabricantes de cerveja em Porto Alegre)
Em 1941 a Cervejaria Continental, instalou um campo experimental de cevada no Rio Grande do Sul, que continua as pesquisas até hoje em Encruzilhada do Sul.  A cervejaria era um anunciante frequente na Revista do Globo, tendo mesmo chegado a imprimir milhares rótulos de cerveja como ato simbólico em comemoração à chegada de um novo litógrafo na Editora, em 1938.
Em 1946, então o maior grupo cervejeiro do Rio Grande do Sul, foi comprada pela Cervejaria Brahma.

## Produtos
- Cerveja Continental
- Cerveja Oriente
- Cerveja da Capital
- Cerveja Becker
- Cerveja Becker Preta
- Cerveja Diana
- Cerveja Elefante
- Cerveja Africana
- Cerveja Hércules
- Cerveja Negrita
- Cerveja Globo
- Cerveja Ritter Stout
- Guaraná

## Curiosidade
A atriz Elisabeth Hartmann teve seu primeiro emprego no setor de contabilidade da cervejaria.